# Hurigny
Hurigny ist eine französische Gemeinde mit 1.908 Einwohnern (Stand: 1. Januar 2022) im Département Saône-et-Loire in der Region Bourgogne-Franche-Comté. Sie gehört zum Arrondissement Mâcon und zum Kanton Hurigny (bis 2015: Kanton Mâcon-Nord). Die Einwohner werden Gueulatis genannt.

## Geographie
Hurigny liegt in der Mâconnais im Weinbaugebiet Bourgogne. Umgeben wird Hurigny von den Nachbargemeinden Laizé im Norden, Mâcon (Exklave Sennecé-les-Mâcon) im Nordosten, Sancé im Osten, Mâcon im Südosten, Charnay-lès-Mâcon im Süden, Prissé im Südwesten, Chavagny-les-Chevrières im Westen und Südwesten sowie La Roche-Vineuse im Westen und Nordwesten.

## Bevölkerungsentwicklung
| Jahr      | 1962 | 1968 | 1975 | 1982 | 1990 | 1999 | 2006 | 2012 |
| Einwohner | 935  | 1128 | 1220 | 1249 | 1429 | 1474 | 1699 | 1939 |

## Sehenswürdigkeiten
- Romanische Kirche

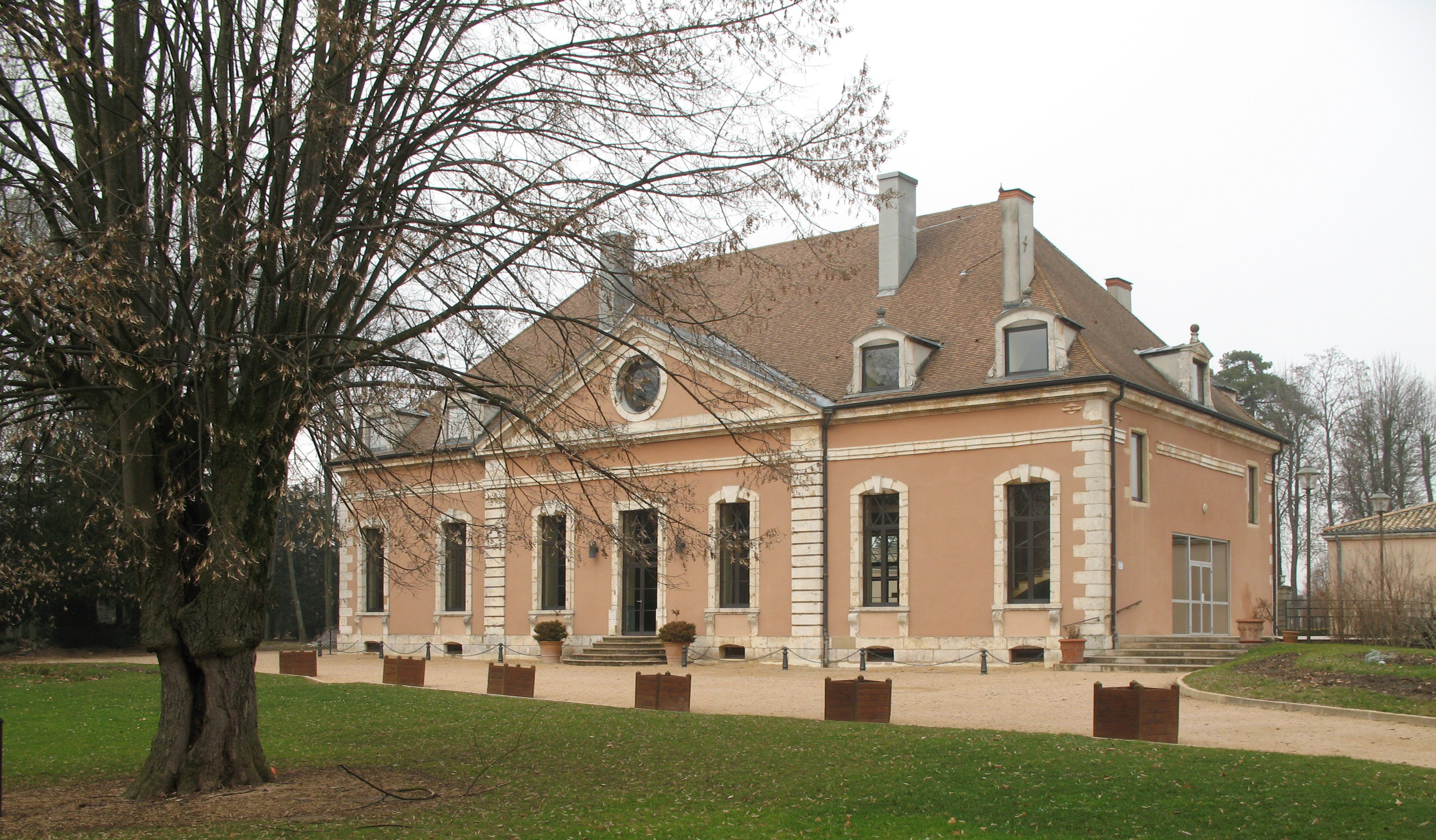
Schloss Hurigny

Im Gemeindegebiet liegen mehrere Schlösser:
- Schloss Hurigny aus dem 18. Jahrhundert
- Schloss Salornay
- Schloss Chazoux aus dem 18./19. Jahrhundert
- Schloss La Fontaine aus dem 18. Jahrhundert
- Schloss Guerret aus dem 19. Jahrhundert